# (35169) 1993 SP2
1993 SP2 (asteroide 35169) é um asteroide da cintura principal. Possui uma excentricidade de 0.19279680 e uma inclinação de 3.12368º.
Este asteroide foi descoberto no dia 19 de setembro de 1993 por Kin Endate e Kazuro Watanabe em Kitami.